# Спосіб виробництва
Спосіб виробництва (нім. Produktionsweise) — категорія марксистської політекономії, яка полягає в єдності певних стадій розвитку продуктивних сил і обумовленого нею типу виробничих відносин. Громадські способи виробництва(продуктивні сили), з одного боку, відрізняються від відповідних історичних типів виробничої техніки, з іншого (виробничі відносини) — за відповідним типом економічної реалізації пануючих відносин власності на засоби та умови виробництва в процесі виробництва і розподілу. Панівний спосіб виробництва є основою (базисом) суспільно-економічної формації.
У роботі «До критики політичної економії» (1859) Карл Маркс виділив «прогресивні епохи економічної суспільної формації», які визначалися за суспільним способам виробництва, поміж яких були названі азійський, античний (рабовласницький), феодальний і капіталістичний. Однак, у даній схемі Маркс визначив тільки капіталістичний спосіб виробництва — як діалектичну єдність машинного ступеня розвитку продуктивних сил і обумовленого нею у результаті більш вартісного типу економічно виробничих відносин. Решту «суспільних способів виробництва» були виділені Марксом слідом за еталонно-правовими стадіями суспільної еволюції, згідно зі схемами Гегеля і Сен-Сімона. «Важко сказати, — зазначав радянський історик-марксист В. П. Ілюшечкин, — чим він керувався, припускаючи таку нісенітницю». Сам Ілюшечкин наполягав, що в рамках докапіталістичної політекономії можна говорити лише про єдину докапіталістичну формацію, для якої був характерний докапіталістичний спосіб виробництва.
Доктор філософських наук, професор П. А. Рачков пише, що поняття «спосіб виробництва», що має першочергове значення в історичному матеріалізмі, використовувалося К. Марксом і Ф. Енгельсом переважно як рівнозначне певній системі виробничих (економічних) відносин, як суспільна форма виробництва.